# Nuffield College w Oksfordzie
Nuffield College w Oksfordzie, Kolegium Nuffield w Oksfordzie – jedno z kolegiów Uniwersytetu w Oksfordzie, założone w 1937 roku za pieniądze przekazane na rzecz uczelni przez lorda Nuffielda, właściciela fabryki samochodów Morris w Oksfordzie. Kolegium przeznaczone jest dla postgraduate (czyli studentów, którzy posiadają już stopień bachelora) z trzech dziedzin: 
- ekonomii,
- politologii,
- socjologii.